# Parti conservateur de la Colombie-Britannique
Pour les articles homonymes, voir Parti conservateur.
Le Parti conservateur de la Colombie-Britannique  (anglais : British Columbia Conservative Party) est un parti politique conservateur actif au niveau provincial en Colombie-Britannique (Canada).

## Fondation
Le Parti conservateur britanno-colombien (appelé Tories) est fondé par Sir Richard McBride en 1903. McBride croyait que le système de gouvernement non-partisan utilisé jusqu'alors dans la province était instable et freinait le développement. Lorsque le lieutenant-gouverneur de la province dissout l'Assemblée législative et déclenche une élection générale, McBride annonce qu'il forme un parti pour participer à l'élection. Son Parti conservateur remporte la première élection à se dérouler selon un système de partis politiques le 3 octobre 1903, avec une majorité de deux sièges. McBride devient premier ministre de la province. Les Tories adoptent des politiques semblables à celles du Parti conservateur fédéral, qui à l'époque prônait l'interventionnisme du gouvernement pour aider au développement de l'industrie et des infrastructures.
Les conservateurs, sous McBride et son successeur William John Bowser, demeurent au pouvoir pendant treize ans jusqu'à leur défaite par le Parti libéral lors de l'élection de 1916. Les tories sont reconduits au pouvoir lors de l'élection de 1928 sous la direction de Simon Fraser Tolmie ; c'est la dernière fois que les conservateurs forment un gouvernement majoritaire dans la province. Le gouvernement de Tolmie est incapable de faire face à la Grande Dépression et est déchiré par les guerres internes et l'indécision. Lorsque vient l'élection générale de 1933, le parti est tellement désorganisé qu'il ne présente aucun candidat pour participer à l'élection, malgré le fait qu'ils sont au pouvoir.
Dans l'élection de 1941, les conservateurs parviennent à remporter 12 sièges, contre 21 pour les libéraux et 14 pour la Co-operative Commonwealth Federation (CCF, qui devient le Nouveau Parti démocratique en 1961). Les libéraux et les conservateurs s'allient pour former un gouvernement de coalition. La communauté des affaires craint la force grandissante de la CCF socialiste, et les partisans autant des libéraux que des conservateurs prônent la formation d'un parti uni pour défendre l'économie de marché pour empêcher la prise de pouvoir de la CCF.

## Le Parti progressiste-conservateur
Avec le temps, les tensions entre les factions libérale et conservatrice augmentent au sein de la coalition ; après dix ans, elle se désintègre. Les conservateurs refondent leur parti en 1951, adoptant le nom de « Parti progressiste-conservateur » à l'instar du Parti progressiste-conservateur fédéral qui avait adopté le préfixe « progressiste » en 1942.
W.A.C. Bennett, député à l'Assemblée législative, est candidat à l'investiture du Parti tory et est défait. Bennett avait été élu et réélu en tant que député conservateur en 1941, 1945 et 1949. Après sa défaite à l'investiture du parti, Bennett quitte le parti pour se joindre au petit Social Credit League et en devient le chef. Bennett abandonne la politique créditiste de réforme monétaire prônée par le parti et adopte une plateforme populiste et conservatrice.
Le gouvernement de coalition, dont la raison d'être était d'empêcher la CCF d'accéder au pouvoir, avait introduit un système de vote alternatif pour l'élection de 1952, en espérant que les électeurs libéraux et conservateurs se choisiraient l'un et l'autre en tant que deuxième choix et empêcherait l'élection de la CCF.
Le vote alternatif profite surtout au Crédit social, qui réussit à tirer profit des divisions entre les libéraux et les conservateurs, ainsi que du désir de changement. Le parti de Bennett remporte une mince victoire minoritaire, avec 19 députés créditistes contre 18 de la CCF, 1 ouvrier, six libéraux et 4 conservateurs.
Les électeurs qui désiraient empêcher l'élection d'un gouvernement CCF perçoivent clairement que seul le Parti Crédit social est en mesure de le faire. Dans l'élection de 1953, les électeurs libéraux et conservateurs accordent leur appui au parti de Bennett, lui donnant 28 des 48 sièges. Avec un gouvernement majoritaire, le gouvernement créditiste abandonne le vote alternatif pour revenir au scrutin uninominal majoritaire à un tour afin de solidifier leur base électorale. Le Crédit social devient le nouveau parti de la coalition de centre-droit, et les libéraux et les tories se trouvent tous deux marginalisés.
Les progressistes-conservateurs ne remportent que quatre sièges en 1952, un seul en 1953, et sont complètement exclus de l'Assemblée législative entre 1956 et 1972 puisque les électeurs conservateurs appuient le Crédit social. Ils parviennent à faire élire deux députés dans l'élection de 1972 et un seul en 1975. Le dernier député conservateur à être élu est Victor Albert Stephens, lors d'une élection partielle dans Oak Bay en 1978.

## Le Parti conservateur (bis)
En 1991, le parti revient à son ancien nom, le Parti conservateur de la Colombie-Britannique. Il ne réussit pas à tirer profit de l'effondrement du Crédit social.
Il participe à des discussions avec quatre autres partis conservateurs pour former la British Columbia Unity Party (Parti Unité de la Colombie-Britannique), mais cette coalition se dissocie rapidement et le Parti conservateur demeure en tant qu'entité séparée.
Le 1er septembre 2004, le Parti Unité et le Parti conservateur annoncent un accord de principe pour effectuer la fusion des deux partis sous le nom du Parti conservateur. Le 18 septembre 2004, les délégués au congrès général annuel à Burnaby votent à 24 contre 13 en faveur de la ratification de l'entente signée par le chef du parti Barry Chilton ; toutefois, ce n'est pas assez pour dépasser la barre des deux-tiers requis.
Aujourd'hui, le parti demeure marginal sur la scène politique britanno-colombienne, les électeurs centristes et de droite se ralliant tous au Parti libéral. Le parti continue à présenter quelques candidats à chaque élection générale, mais aucun ne réussit en général à faire mieux qu'une troisième place.

## Chefs du parti
- 1900-1903 : Charles Wilson
- 1903-1915 : Richard McBride
- 1915-1924 : William John Bowser
- 1924-1926 : Robert Henry Pooley (intérim)
- 1926-1936 : Simon Fraser Tolmie
- 1936-1938 : Frank Porter Patterson
- 1938-1946 : Royal Lethington Maitland
- 1946-1952 : Herbert Anscomb
- 1952-1961 : Deane Finlayson
- 1961-1963 : Vacant
- 1963-1965 : Davie Fulton
- 1965-1969 : Vacant
- 1969-1971 : John Anthony St. Etienne de Wolf
- 1971-1973 : Derril Thomas Warren
- 1973-1977 : George Scott Wallace
- 1977-1980 : Victor Albert Stephens
- 1980-1985 : Brian Westwood
- 1985-1986 : Peter Pollen
- 1986-1991 : Vacant
- 1991-1997 : Peter B. Macdonald
- 1997-2001 : David Maurice Mercier
- 2001-2003 : Susan Power
- 2003–2004 : Kenneth Edgar King
- 2004-2005 : Barry Edward Chilton
- 2005-2009 : Wilf Hanni
- 2009-2011 : Vacant
- 2011-2013 : John Cummins
- 2013-2014 : Vacant
- 2014-2016 : Dan Brooks
- 2016 : Vacant
- 2016 : Dan Brooks
- 2016-2017 : Vacant
- 2017-2019 : Scott Anderson
- 2019 - 2023 : Trevor Bolin
- 2023 - en cours : John Rustad

## Résultats électoraux
| Élection | Leader                    | Candidats | Voix    | %      | Sièges  | +/-    | Position      | Gouvernement              |
| -------- | ------------------------- | --------- | ------- | ------ | ------- | ------ | ------------- | ------------------------- |
| 1903     | Richard McBride           | 41        | 27,913  | 46.43% | 22 / 42 | N/A    | 1er           | Gouvernement              |
| 1907     | Richard McBride           | 42        | 30,781  | 48.70% | 26 / 42 | 4      | 1er           | Gouvernement              |
| 1909     | Richard McBride           | 42        | 53,074  | 52.33% | 38 / 42 | 12     | 1er           | Gouvernement              |
| 1912     | Richard McBride           | 42        | 50,423  | 59.65% | 39 / 42 | 1      | 1er           | Gouvernement              |
| 1916     | William John Bowser       | 46        | 72,842  | 40.52% | 9 / 47  | 30     | 2e            | Opposition                |
| 1920     | William John Bowser       | 42        | 110,475 | 31.20% | 15 / 47 | 6      | 2e            | Opposition                |
| 1924     | William John Bowser       | 47        | 101,765 | 29.45% | 17 / 48 | 2      | 2e            | Opposition                |
| 1928     | Simon Fraser Tolmie       | 48        | 192,867 | 53.30% | 35 / 48 | 18     | 1er           | Gouvernement              |
| 1933     | Did not contest           |           |         |        | 0 / 47  |        |               | Opposition                |
| 1937     | Frank Porter Patterson    | 43        | 119,521 | 28.60% | 8 / 48  | 8      | 2e            | Opposition                |
| 1941     | Royal Lethington Maitland | 42        | 140,282 | 30.91% | 12 / 48 | 4      | 3e            | Gouvernement de coalition |
| 1945     | Royal Lethington Maitland | 47        | 261,147 | 55.83  | 37 / 48 | N/A    | 1er           | Gouvernement de coalition |
| 1949     | Herbert Anscomb           | 48        | 428,773 | 61.35% | 39 / 48 | 1      | 1er           | Gouvernement de coalition |
| 1952     | Herbert Anscomb           | 48        | 129,439 | 16.84% | 4 / 48  | N/A    | 4e            | Opposition                |
| 1953     | Deane Finlayson           | 39        | 40,780  | 5.60%  | 1 / 48  | 3      | 4e            | Opposition                |
| 1956     | Deane Finlayson           | 22        | 25,373  | 3.11%  | 0 / 52  | 1      | Aucun siège   | Aucun siège               |
| 1960     | Deane Finlayson           | 52        | 66,943  | 6.72%  | 0 / 52  | Stable | Stable        | Aucun siège               |
| 1963     | Davie Fulton              | 44        | 109,090 | 11.27% | 0 / 52  | Stable | Stable        | Aucun siège               |
| 1966     | vacant                    | 3         | 1,409   | 0.18%  | 0 / 55  | Stable | Stable        | Aucun siège               |
| 1969     | John DeWolf               | 1         | 1,087   | 0.11%  | 0 / 55  | Stable | Stable        | Aucun siège               |
| 1972     | Derril Thomas Warren      | 49        | 143,450 | 12.67% | 2 / 55  | 2      | 4e            | Opposition                |
| 1975     | George Scott Wallace      | 29        | 49,796  | 3.86%  | 1 / 55  | 1      | 3e            | Opposition                |
| 1979     | Victor Stephens           | 37        | 71,078  | 5.06%  | 0 / 57  | 1      | en diminution | Aucun siège               |
| 1983     | Brian Westwood            | 12        | 19,131  | 1.16%  | 0 / 57  | Stable | Stable        | Aucun siège               |
| 1986     | vacant                    | 12        | 14,074  | 0.73%  | 0 / 69  | Stable | Stable        | Aucun siège               |
| 1991     | Peter B. Macdonald        | 4         | 426     | 0.03%  | 0 / 75  | Stable | Stable        | Aucun siège               |
| 1996     | Peter B. Macdonald        | 8         | 1,002   | 0.06%  | 0 / 75  | Stable | Stable        | Aucun siège               |
| 2001     | Susan Power               | 6         | 2,417   | 0.15%  | 0 / 79  | Stable | Stable        | Aucun siège               |
| 2005     | Barry Chilton             | 7         | 9,623   | 0.55%  | 0 / 79  | Stable | Stable        | Aucun siège               |
| 2009     | Wilf Hanni                | 24        | 34,451  | 2.10%  | 0 / 85  | Stable | Stable        | Aucun siège               |
| 2013     | John Cummins              | 56        | 85,783  | 4.76%  | 0 / 85  | Stable | Stable        | Aucun siège               |
| 2017     | vacant                    | 10        | 10,402  | 0.53%  | 0 / 87  | Stable | Stable        | Aucun siège               |
| 2020     | Trevor Bolin              | 19        | 35,822  | 1.90%  | 0 / 87  | Stable | Stable        | Aucun siège               |
| 2024     | John Rustad               | 93        | 910,180 | 43.27% | 44 / 93 | 44     | 2e            | Opposition                |

## Source
- (en) Cet article est partiellement ou en totalité issu de l’article de Wikipédia en anglais intitulé « British Columbia Conservative Party » (voir la liste des auteurs).